# Дроздов, Николай Михайлович (контр-адмирал)
Николай Михайлович Дроздов (23 декабря 1917, Раково Истринского района Московской области — 1974, Москва) — советский контр-адмирал, участник Великой Отечественной войны, начальник Каспийского высшего военно-морского училища им. С. М. Кирова (1961—1963).

## Биография
Родился 23 декабря 1917 года в деревне Раково Истринского района Московской области. 1 августа 1936 года призван в Военно-морской флот.

## Образование
- 10.1933-08.1936 — 3 курса Московского автомобильно-дорожного техникума
- 08.1936-11.1939 — Военно-морское авиационное училище им. И. В. Сталина
- 12.1942-09.1943 — Военно-политическая академия имени В. И. Ленина
- 09.1943-04.1944 — Высшие военно-политические курсы ВМФ
- 1944—1947 — Высшая партийная школа при ЦК ВКП(б) (заочно)
- 11.1956-10.1957 — Академические курсы офицерского состава при ВМА им К. Е. Ворошилова

## Воинская карьера
- После окончания ВМАУ им. Сталина с декабря 1939 года по октябрь 1941 года был помощником начальника политотдела по комсомольской работе этого же училища.
- В октябре 1941 года назначен военкомом авиаэскадрильи Военно-морского авиаучилища морских пилотов в г. Астрахань.
- Участник Великой Отечественной войны. В сентябре 1942 года эскадрилья вошла в состав 22-го разведывательного авиаполка КВФ и переведена на Северный флот.
- В апреле 1944 года откомандирован в распоряжение ЦК ВКП(б) и утверждён инструктором Управления кадров ЦК ВКП(б), отвечающим за вопросы ВМФ.
- С ноября 1945 года по июль 1946 года находился в Германии в качестве парторга при Уполномоченном особого комитета при СНК СССР по Германии.
- В июле 1946 года вновь приступил к работе в ЦК ВКП(б) — инструктором отдела Управления кадров ЦК ВКП(б), затем инструктором Административного отдела ЦК ВКП(б).
- С апреля 1951 года по ноябрь 1956 года являлся начальником Управления кадров ВМФ.
- В ноябре 1951 года присвоено звание контр-адмирала.
- В ноябре 1956 года освобожден от должности и зачислен в распоряжение Главнокомандующего ВМФ.
- С октября 1957 года по окончании курсов офицерского состава при ВМА им. Ворошилова назначается помощником начальника военно-морских учебных заведений (ВМУЗ), с июня 1958 года — заместитель начальника ВМУЗ, заместитель начальника подготовки и комплектования ВМФ.
- С ноября 1961 года по февраль 1963 года — начальник Каспийского высшего военно-морского училища им. С. М. Кирова.

…К обязанностям относится добросовестно, обладает хорошими организаторскими способностями. В оперативно-тактическом отношении подготовлен хорошо. К подчиненным предъявляет разумную требовательность. Пользуется деловым авторитетом. Правильно направляет работу партийно-политического аппарата по выполнению поставленных перед училищем задач. Несмотря на небольшой срок пребывания в должности начальника училища зарекомендовал себя с положительной стороны…
— Из характеристики
- В 1963 году в распоряжении Главнокомандующего ВМФ.
- С июля 1962 года по август 1971 года начальник подготовки и комплектования Главного штаба ВМФ.

## В отставке
С августа 1971 года в отставке по болезни. Жил в Москве. Умер 11 февраля 1974 года. Похоронен в Москве на Головинском кладбище.

## Награды
Награждён двумя орденами Красной Звезды (1945, 1951), орденом Красного Знамени (1956), орденом Отечественной войны 2-й степени, медалями.

## Публикации
- Н. А. Дроздов. За дальнейшее совершенствование подготовки офицерских кадров в военно-морских учебных заведениях // Морской сборник, 1959, № 3. С. 27-35.
- Н. А. Дроздов. Ближе к жизни флота // Советский флот, 1 сентября 1959.
- Н. А. Дроздов. Практическая подготовка — основа обучения специалистов флота в школах // Морской сборник, 1962, № 2. С. 52-57.
- Н. А. Дроздов. О подготовке специалистов флота в учебных отрядах и школах ВМФ // Морской сборник, 1969, № 7. С. 60-63.
- Н. А. Дроздов. Как учить радиотелеграфистов // Морской сборник, 1970, № 9. С. 50-51.